# Kep (Cambogia)
Kep è una municipalità della Cambogia con status di provincia dal 22 dicembre 2008 per decreto reale.
Situata a pochi chilometri dal confine vietnamita, negli anni passati Kep era in una rinomata località balneare, ma la sua popolarità è calata negli ultimi tempi. Dagli inizi del Novecento agli anni sessanta Kep era una città resort per l'élite francese e cambogiana; durante il regime dei Khmer rossi le ville furono distrutte, ma alcune sono sopravvissute. Una buona linea stradale collega Kep alla città di Kampot.

## Geografia antropica

### Suddivisioni amministrative
Kep è divisa in due distretti: Damnak Chang'aeur e Kep.